# Kéllé (Burkina Faso)
Pour les articles homonymes, voir Kéllé.
Kéllé eest une localité située dans le département de Tansila de la province des Banwa dans la région de la Boucle du Mouhoun au Burkina Faso.

## Éducation et santé
La commune accueille un dispensaire de soins.
Le village possède une école primaire publique.